# Gilvan (futebolista)
Gilvan Ghidotti Firmino Junior, mais conhecido apenas como Gilvan (Palmares, 20 de janeiro de 1980), é um ex-futebolista brasileiro que atuava como goleiro.

## Carreira
Iniciou sua carreira no Palmeiras, e passou por vários times em sua carreira. Em destaque, o Bragantino que defendeu durante os anos de 2008 e 2011, com um total de 159 jogos disputados pelo time paulista. Sua estreia aconteceu em 23 de março de 2008, quando defendeu duas penalidades máximas e o Braga venceu o Juventus, por 3 a 2, no Nabizão.
Se transferiu para o Red Bull Brasil em 2012 e depois foi para o Ipatinga, mas atuou somente duas vezes pelo time mineiro.
No ano seguinte anunciou sua volta ao Bragantino.
Em 2014, foi contratado pelo Botafogo-SP para a disputa do Campeonato Paulista em que o clube se classificou em primeiro lugar no Grupo B, mas acabou sendo eliminado nas quartas-de-final pelo Ituano nos pênaltis por 4 a 1.
Foi contratado pelo ABC para a disputa da Série B de 2014. Estreou pelo time sendo titular na primeira rodada da Série B sendo o capitão no empate por 1 a 1 com o Santa Cruz, Gilvan teve destaque no jogo realizando boas defesas. No fim da temporada Gilvan renovou seu contrato com o Alvinegro para a temporada de 2015, mas acabou sendo reserva com a chegada de Saulo que apresentou boas atuações ao longo da temporada. Mas por opção do técnico Toninho Cecílio, Gilvan acabou tendo outra chance como titular no gol alvinegro, e mesmo com a chegada do técnico Hélio dos Anjos permaneceu como titular. Foi herói novamente diante do Santa Cruz com boas defesas e defendendo um pênalti cobrado por Anderson Aquino no final do jogo.
Após não ter seu contrato com o ABC renovado acertou com o Rio Branco de São Paulo visando a disputa do Série A2 do Campeonato Paulista.

## Títulos
Palmeiras
- Torneio Rio-São Paulo: 2000

- Copa dos Campeões: 2000

Náutico
- Campeonato Pernambucano: 2002

ABC
- Copa RN: 2015